# گرشا رئوفی
گرشا رئوفی (۵ اسفند ۱۳۱۲ – ۱۷ آذر ۱۳۸۶) بازیگر تئاتر و سینمای ایران بود که در دهه ۱۳۴۰ به همراه محمد متوسلانی و منصور سپهرنیا یک گروه موفق کمدی تشکیل داده بودند.

## زندگی
گرشاسب رئوفی (با نام هنری گرشا رئوفی) فعالیت بازیگری را از سال ۱۳۳۷ و با حضور در فیلم «طوفان در شهر ما» به کارگردانی ساموئل خاچیکیان آغاز کرد که پرفروشترین فیلم سال شد و مثلث گرشا، متوسلانی و سپهرنیا را بدل به تیمی موفق در گیشه ها کرد. وی فقط در کمدی های این تیم حضور نیافت و با حضور در آثاری همچون «فریاد نیمه شب» (ساموئل خاچیکیان)، «گوزن‌ها» مسعود کیمیایی، «عصیانگران» جهانگیر جهانگیری، «دو نیمه سیب» کیانوش عیاری و «دختر ایرونی» محمدحسین لطیفی، نقش آفرینی در بیش از ۵۰ فیلم را در کارنامه هنری‌اش ثبت کرد.
او همچنین از سال ۵۹ نیز در «تئاتر پارس» فعالیت داشته‌است. «دختر ایرونی» محمدحسین لطیفی آخرین فعالیت بازیگری وی در سینما بوده‌است.
او برادر همسر جمشید مشایخی بود.

## درگذشت
گرشا رئوفی از تابستان ۱۳۸۶ به‌دلیل ابتلا به سرطان کلیه در بیمارستان شریعتی تهران بستری بود و ظهر روز شنبه ۱۷ آذر ۱۳۸۶ به علت سکته قلبی در بیمارستان شهدای تجریش تهران درگذشت و در قطعه هنرمندان بهشت زهرا به خاک سپرده شد.

## فیلم‌شناسی
1. دختر ایرونی (۱۳۸۱)
2. سرحد (۱۳۷۵)
3. دو نیمه سیب (۱۳۷۰)
4. عصیانگران (۱۳۶۰)
5. مبارزی در نیمه راه/شب بازیگران (۱۳۵۷)
6. حلقه‌های ازدواج (۱۳۵۶)
7. سه نفر روی خط (۱۳۵۵)
8. حسرت (۱۳۵۴)
9. همسفر (۱۳۵۴)
10. گوزن‌ها (۱۳۵۳)
11. سراب (۱۳۵۲)
12. هلوی پوست کنده (۱۳۵۲)
13. اعجوبه‌ها (۱۳۵۱)
14. این گروه زبل (۱۳۵۰)
15. سه تا جاهل (۱۳۵۰)
16. سه دلاور (۱۳۵۰)
17. سه دلاور بی‌باک (۱۳۵۰)
18. شیادان (۱۳۵۰)
19. یک چمدان سکس (۱۳۵۰)
20. آژیر خطر (۱۳۴۹)
21. جمعه شیرین (۱۳۴۹)
22. جنجال عروسی (۱۳۴۹)
23. پسران قارون (۱۳۴۸)
24. سه فراری (۱۳۴۸)
25. غول بیابانی (۱۳۴۸)
26. آواره‌های تهران (۱۳۴۷)
27. جنجال پول (۱۳۴۷)
28. ریکاردو (فیلم) (۱۳۴۷)
29. سه دیوانه (۱۳۴۷)
30. هفت دختر برای هفت پسر (۱۳۴۷)
31. پسران علاءالدین (۱۳۴۶)
32. سه جوانمرد (۱۳۴۶)
33. ولگردها (۱۳۴۶)
34. سه بمب آتشین (۱۳۴۵)
35. سه قهرمان (۱۳۴۵)
36. سه ناقلا در ژاپن (۱۳۴۵)
37. ده سایه خطرناک (۱۳۴۴)
38. سه تا بزن‌بهادر (۱۳۴۴)
39. سه تا نخاله (۱۳۴۴)
40. سه کارآگاه خصوصی (۱۳۴۴)
41. شهر بزرگ (۱۳۴۴)
42. جاهل‌ها و ژیگول‌ها (۱۳۴۳)
43. چهار تا شیطون (۱۳۴۳)
44. سه تفنگدار (۱۳۴۳)
45. زمین تلخ (۱۳۴۱)
46. بچه‌های محل (۱۳۳۹)
47. آسمون جل (۱۳۳۸)
48. بی‌ستاره‌ها (۱۳۳۸)
49. تپه عشق (۱۳۳۸)
50. طوفان در شهر ما (۱۳۳۷)